# ケアワークドライバー
ケアワークドライバーは、1999年11月、企業組合労協センター事業団で商標登録された、介護従事者の仕事を意味する「ケアワーク」と運行従事者である「ドライバー」を掛け合わせた言葉。

## 概要
介護保険法が制定される以前より、高齢者福祉に関わる仕事を行っていた企業組合労協センター事業団において、高齢やハンディキャップにより失われた能力を支えながら利用者支援にあたるドライバーという意味合いで用いられている。
対象とされる業務が、利用者個人の困難さを含め、複合的な問題を捉えているため当該意味を持ち用いられることが多い。